# Ли Янь (футболист, 1980)
Ли Янь (кит. трад. 李彦; род. 20 июня 1980, Шанхай, Китай) — китайский футболист, выступал за сборную Китая, большую часть карьеры провел за клуб «Шанхай Пудун», с которым выиграл вышел в высший дивизион Китая, а также становился серебряным призером Лиги Цзя А. Также выступал в «Нью Зиланд Найтс» и «Ханчжоу Гринтаун» в котором завершил карьеру футболиста из-за травмы.

## Биография

### Футбольная карьера
Ли Янь начинал свою футбольную карьеру в команде второго дивизиона «Шанхай Эйч-эс-би-си», в 1999 году перешёл в клуб «Шанхай Пудун», где он зарекомендовал себя как неотъемлемый член команды, которая впоследствии выиграла титул чемпиона второго дивизиона 2001 года и получила повышение в высший дивизион. В дальнейшем он помогал команде укрепиться в высшей лиге и даже остался в клубе, когда он переехали в Сиань и был переименован «Сиань Чаньба Интернэшнл». В этот период Ли Янь зарекомендовал себя как полезный атакующий полузащитник и в 2006 году привлек внимание клуба «Нью Зиланд Найтс» выступавшего в только образованной А-Лиге, однако его переход оказался неудачным, и он сыграл всего в двух матчах чемпионата. Ли Янь вернулся в «Сиань Чаньба Интернэшнл», который в сезоне 2007 года переименовался в «Шэньси Баожун Чаньба», в котором выступал до конца сезона 2009 года, после перешёл в «Ханчжоу Гринтаун» в 2010 году. В Ханчжоу он сразу же стал основным игроком команды и помог клубу добиться лучшего в истории результата — четвертого места в чемпионате, а также впервые квалифицироваться в Лигу чемпионов АФК. Однако в начале сезона 2011 года Ли получил травму голеностопа и пытался играть до 19 апреля 2011 года, когда в матче группового этапа Лиги чемпионов АФК 2011 года против клуба «Аль-Айн» он не смог продолжить карьеру, из-за чего вскоре после этого завершил карьеру.
Ли Ян дебютировал в товарищеском матче против сборной Ирландии 29 марта 2005 года, который закончился поражением со счетом 1:0. В дальнейшем он зарекомендовал себя как постоянный игрок команды и забил свой первый гол в матче против КНДР, который завершился победой со счетом 2:0. Однако Ли Янь не попал в состав команды, которая участвовала в Кубке Азии 2007 года и после окончания этого турнира провел очень мало времени в сборной.

## Достижения

### Клубные
- Победитель Лиги Цзя B: (2001)

### Международные
- Победитель Чемпионата Восточной Азии: (2005)